# Anguinán
Anguinán es una localidad argentina del departamento Chilecito, provincia de La Rioja.
En un importante centro vitivinícola. Se encuentra a 7 km de la ciudad de Chilecito, y a 5 km de Malligasta.
En el lugar se levanta la Iglesia de Santa Rosa de Lima de 1784, de marcado estilo colonial.

## Geografía

### Población
La localidad está incluida dentro del aglomerado urbano de la ciudad de Chilecito, cuya población total asciende a 33,724 habitantes (Indec, 2010).

### Sismicidad
La sismicidad de la región de La Rioja es frecuente y de intensidad baja, y un silencio sísmico de terremotos medios a graves cada 30 años en áreas aleatorias.

## Parroquias de la Iglesia católica en Anguinán
| Diócesis       | La Rioja           |
| -------------- | ------------------ |
| Cuasiparroquia | Santa Rosa de Lima |